# Þorgeir Ljósvetningagoði Þorkelsson
Þorgeir Ljósvetningagoði Þorkelsson (Thorgeir Thorkelsson, naczelnik okręgu Ljósavatn; ur. ok. 940, zm. po 1001) – lögsögumaður (głosiciel praw) islandzkiego Althingu w l. 985-1001.
W roku 999 (lub 1000) Althing podjął debatę, którą religię powinni wyznawać Islandczycy: nordyckie pogaństwo czy chrześcijaństwo, coraz silniej docierające na wyspę. Þorgeir, sam pogański kapłan i wódz (goði), zdecydował się na chrześcijaństwo. Ponoć stało się to po dniu i nocy medytacji pod narzutą z futra. W celu uniknięcia katastrofalnych skutków wojny domowej ustalono kompromis: poganie mogli nadal praktykować swoją religię prywatnie, zachowano też kilka starych zwyczajów. Po tej decyzji Þorgeir sam nawrócił się na chrześcijaństwo. Po powrocie do okręgu Ljósavatn (obecnie Þingeyjarsveit w Suður-Þingeyjarsýsla) nakazał wrzucić posągi pogańskich bogów do pobliskiego wodospadu (na rzece Skjálfandafljót k. Akureyri), który obecnie w języku islandzkim zwany jest Goðafoss ("wodospad bogów").
Þorgeir uchodzi za jednego z ojców chrystianizacji Islandii, a jego dzieje opisał Ari Þorgilsson w swojej Íslendingabók (Księga Islandczyków). Mówi o nim też Ljósvetninga saga (Saga o ludziach z Ljosavatn).